# Carex bullata
Carex bullata är en halvgräsart som beskrevs av Carl Ludwig von Willdenow. Carex bullata ingår i släktet starrar, och familjen halvgräs. Inga underarter finns listade i Catalogue of Life.